# Ukonkivi

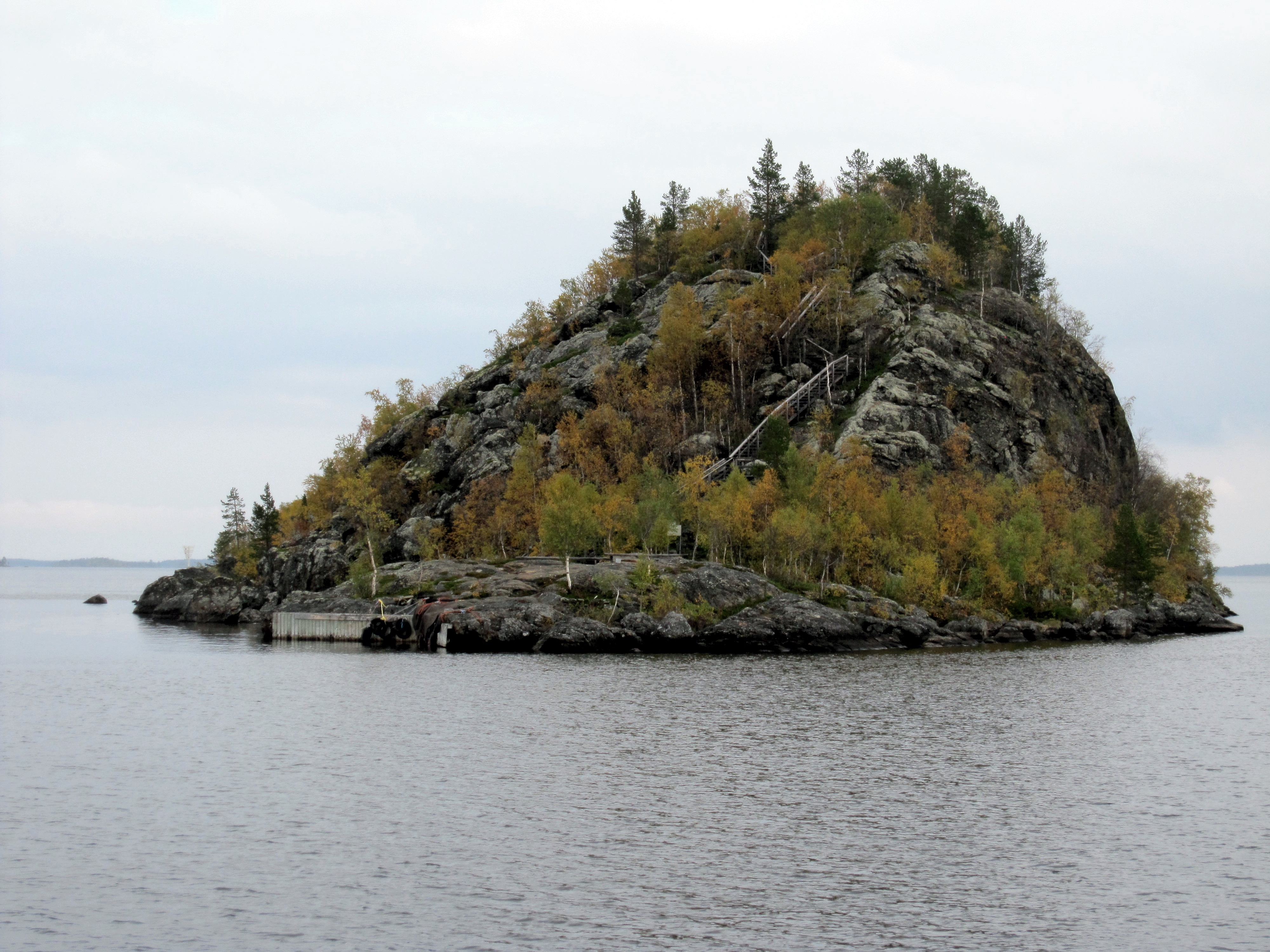
Der Ukonkivi im Inari-See.

Der Ukonkivi (Inari Sami: Äijih, Deutsch: Stein des Ukko), ein sakraler Platz der Samen, befindet sich auf der Insel Ukonsaari im Inarijärvi (deutsch: Inari-See) in Finnisch-Lappland. Das Gebiet um die Insel wird Ukonselkä genannt. Der Ukonkivi wird als ein für die Samen spirituell und kulturell bedeutender Ort angesehen. Die Insel ist 30 Meter hoch, 50 Meter breit und 100 Meter lang und weithin sichtbar. Sie liegt etwa 11,0 km nordöstlich des Ortes Inari.

## Ein Ort von kultureller und spiritueller Bedeutung
Archäologische und ethnologische Forschungen haben nachgewiesen, dass es sich bei Ukonkivi um einen sakralen Ort der Inari-Samen handelt. Der Ukonkivi gehört zu der Gruppe der samischen Opferstätten (Sieidi), an denen heilige Handlungen stattgefunden haben. Die Opfergaben bestanden aus Fleisch, Rentiergeweihen, Tierschädeln und Metallgegenständen. Die Opferungen wurden meist in Gruppen durchgeführt und hatten stark sozialen Charakter. Diese Naturheiligtümer wurden im Laufe der Geschichte von den Samen in der Regel nicht verändert, sondern dienten allein der Kommunikation mit den Gottheiten der Natur.
Im Falle des Ukkonkivi handelt es sich um eine Stätte zu Ehren des Ukko, eine Hauptgottheit in der samischen und finnischen Mythologie, der als Gott des Donners und des Wetters verehrt und angebetet wurde. Meist traten Schamanen mit ihm in Kontakt, um ihn zu besänftigen. Von einer rituellen Opferung wurden Jagdglück und Erfolg in der Rentierzucht erhofft. Frauen war das Betreten der Insel nicht erlaubt. Als Frau Ukkos wurde Akka (auch Kalku bzw. Galku genannt) angesehen, welche die weibliche Seite der Natur darstellt und der eine Insel im südlichen Teil und ein Berg am westlichen Ufer des Inari Sees zugeschrieben wird.
Die Missionierung der Inari-Sami durch das Christentum begann um 1550, als die Kirche ihre Präsenz in der Region um den Inari-See ausbaute. 1647 wurde die sgn. Wildniskirche von Pielpajärvi erbaut, die sich etwa 8 km von der Ukonsaari Insel entfernt befindet und wahrscheinlich auf einer alten samischen Opferstätte erbaut worden ist. Bis 1661 waren alle Samen, oft unter Zwang, getauft worden. Die neuen, christlichen Autoritäten versuchten im Verlauf der Missionierung auch die alten Symbole des samischen Naturglaubens zu beseitigen, etwa die alten Opferstätten und insbesondere die in Verwendung befindlichen Schamanentrommeln. Dennoch hielten sich die alten Rituale der Inari-Samen noch bis in das 20. Jahrhundert. So ist belegt, dass Tote auf zwei Begräbnisinseln in unmittelbarer Nähe des Ukonkivi bis 1904 begraben wurden. Ebenso ist bis weit ins 19. Jahrhundert der Brauch überliefert, mit dem Boot auf den Inarjärvi zu fahren und dort ein Geldstück ins Wasser zu werfen, um Ukko um Wind zu bitten.
Unbestritten ist, dass bis heute die spirituelle und kulturelle Bedeutung der Region um den Ukkonkivi eine für die lokale Bevölkerung und die Sámi bedeutende ist.

## Archäologische Forschungen
Die erste schriftlich bekannte Erwähnung von Funden auf Ukonsaari findet sich Anfang des 19. Jahrhunderts in den Schriften von Jacob Fellmann (1795–1875), einem finnischen Botaniker und Priester. Im Rahmen seiner Forschungsreise an den Inarisee fand er 1926 auf der Insel Ukonsaari eine Höhle, bei der sich eine große Menge von Rentiergeweihen befanden, die Fellmann als Opfergaben identifizierte.
Mehr als 50 Jahre später, 1873, fand der britische Archäologe Arthur Evans vor dem Eingang der Höhle Rentiergeweihe, die in einem Halbkreis abgelegt waren. In ihrem Inneren barg er einen Kopfschmuck aus Silber, aus der späten Eisenzeit 1100–1200 v. Chr. aus der Region der Flüsse Kama und Vychegda in Russland stammt. Man nimmt an, dass dieser durch Handel nach Sapmi gelangt war. Der Schmuck befindet sich als permanente Leihgabe des Ashmolean Museums in Oxford seit 1999 im Siida-Museum in Inari.
Am Beginn des 20. Jahrhunderts kam es zu weiteren archäologischen Grabungen durch finnische Archäologen (1910–1912, 1953, 1968 und 2006). 1968 fand ein Team von Archäologen unter der Leitung von Anja Sarvas eine weitere Opferhöhle am westlichen Ufer der Insel, zusammen mit Knochen, Geweihen und Zähnen.
Die letzte Grabung fand 2006 statt. Die Aufgabe dieser Grabung bestand darin, die vorherigen Grabungen zu lokalisieren und Opferhandlungen nachzuweisen. Wiederum barg man mehrere Knochenfunde von Rehen, Rentieren, Ziegen, Schafen, Auerhahn und Birkhuhn. Die meisten Knochen wurden nach einer eingehenden kartographischen Dokumentation wieder an die Fundstelle verbracht, einige wenige Knochen für wissenschaftliche Zwecke entfernt. Mit Hilfe der Radiokarbonmethode konnte man einzelne Knochenfunde auf das 14. – 17. Jahrhundert rückdatieren. An Artefakten fand man eine Silbermünze aus dem 17. Jahrhundert, die unter Zar Wassili IV Anfang des 17. Jahrhunderts geprägt worden war, ebenso das Fragment einer Kupferplatte. Auch stellte man fest, dass auf der Westseite der Insel rituelle Opferungen stattgefunden hatten.

## Bemühungen um die Bewahrung des Kultur- und Naturerbes
Die kleine Insel wird durch den Tourismus intensiv genutzt, sowohl im Sommer, wo ein Fährdienst von Inari aus besteht, der Touristen mehrmals wöchentlich zur Insel bringt. Ebenso werden im Winter Touristen mit Motorscootern zur Insel gebracht. Es gibt auch Individualtouristen, welche die Insel besuchen. Man schätzt, dass jährlich 10.000 Touristen die Insel besuchen. Damit gilt es eine schwierige Balance zwischen dem Nutzen des Tourismus, ökologischen Standards und den kulturellen Rechten der Sámi herzustellen. So wurde in der Öffentlichkeit auch die Option diskutiert, ein Betretungsverbot auszusprechen, was von den politischen Vertretern der Samen bejaht, von der Tourismusindustrie jedoch verneint wurde. Um die starke Erosion des Inselbodens, hervorgerufen durch die Besucher und das Betreten der Opferstätten zu verhindern, wurden als Kompromissvorschlag mit Holzbohlen befestigte Gehwege und entsprechende Hinweisschilder angebracht.
Mehrere Wertesysteme kennzeichnen das Gebiet des Inarjärvi, der von der Europäischen Union als Natura 2000 - Schutzgebiet gekennzeichnet wurde. Der Inarisee ist der drittgrößte See Finnlands und ist Lebensraum für zahlreiche geschützte Tierarten (Fische und Wasservögel). Ebenso war und ist der Ukonsaari sowie mehrere andere Orte in der unmittelbaren Nachbarschaft der Insel seit rund 7000 Jahren eine Heilige Stätte und gegenwärtig ein wichtiges Symbol für die soziale und kulturelle Identität der autonomen Bevölkerungsgruppe der Sámi. Ökologische, kulturelle und ökonomische Interessen stehen sich gegenüber.
1990 hat der Nationale Ausschuss für Altertümer (NBA) in Finnland einen Antrag an die UNESCO gestellt, Ukonkivi in die Liste des UNESCO-Welterbes aufzunehmen. Dieser Antrag wurde im Rahmen der Arktischen Welterbe Konferenz 2006 in Kopenhagen zurückgestellt mit der Empfehlung, den Antrag auf eine größere Gruppe von Welterbestätten der Sámi zu erweitern. Diese umfassen folgende Stätten im Süden und Südosten des Inari-Sees: die Insel Ukonsaari, den Berg Kalkuvaara (Verehrung der Akka), zwei Begräbnisinseln im Inarijärvi (Iso- und Pieni Hautuumaasaari), die Wildnisskirche in Pielpajärvi, den Berg Tuulispää (Verehrung des Windgottes Pieggelma) und den Berg Akku (Verehrung der Erdgöttin Akka) im südöstlichen Teil des Inarijärvis, dem sgn. Ukonjärvi.